# Nymphoides rautanenii
Nymphoides rautanenii là một loài thực vật có hoa trong họ Menyanthaceae. Loài này được (N.E.Br.) A.Raynal mô tả khoa học đầu tiên năm 1971.